# Mainzer Figuralchor
Der Mainzer Figuralchor war ein gemischter Chor in Mainz, der seit der Gründung im Jahr 1979 bis zu seiner Auflösung im Jahr 2014 von Stefan Weiler geleitet wurde.
Der Chor wurde von einer Gruppe Mainzer Studenten gegründet, die sich für die kammermusikalische Aufführung von Chormusik aller Epochen begeisterten. Das Projekt sollte eine musica figuralis sein; in der Renaissance wurde so ein komplexes Wechselspiel gleichberechtigter Stimmen bezeichnet. Der Name des Ensembles war damit gefunden. Im Lauf der Jahre entwickelte sich der Chor zu einem homogenen Klangkörper aus professionellen Musikern, qualifizierten Laien und Musikstudenten. 
Das Repertoire umfasste geistliche und weltliche A-cappella-Werke aller Stil-Epochen sowie oratorische Kompositionen. Einen besonderen Akzent setzte die regelmäßige Beschäftigung mit den Werken Johann Sebastian Bachs, die zur Entwicklung der Konzert-Reihe „Mainzer Bachwochenenden“ führte. Der Chor beschäftigte sich auch intensiv mit zeitgenössischen Werken. Der Chor machte Konzertreisen durch die Bundesrepublik, Italien, Frankreich und Russland. Rundfunk und Fernsehen berichteten mehrfach über die Konzerttätigkeit. 
Der Mainzer Figuralchor hat verschiedene Wettbewerbe gewonnen (1. Preis Landeschorwettbewerb Rheinland-Pfalz, 1. Preis Chorwettbewerb des Südwestfunks, Sonderpreis für die beste Interpretation eines zeitgenössischen Werkes beim Bundeschorwettbewerb) und mit Chorleitern wie Helmuth Rilling und Wolfram Wehnert zusammengearbeitet.
Am 29. Juni 2014 gab der Chor in der katholischen Kirche St. Johannes Evangelist in Mainzer Stadtteil Münchfeld sein letztes Konzert.

## Diskographie
- 1996: Motetten, Valve-Hearts
- 1997: Arthur Honegger: König David, Valve-Hearts
- 1998: Hugo Distler: Totentanz / Leonhard Lechner: Dt. Sprüche von Leben und Tod, Valve-Hearts
- 1999: Vom Himmel hoch, Valve-Hearts
- 2000: Carl Loewe: Gutenberg-Oratorium, ACO
- 2001: La Tradition de Saint-Sulpice, IFO
- 2004: Domenico Scarlatti: Stabat mater + Zelenka/Gesualdo/Poulenc: Responsorien der Karwoche, Ludger Mias Musikproduktion
- 2007: Johannes Brahms: Deutsches Requiem